# Lapdance
"Lapdance" é uma canção escrita por Chad Hugo, Gene Thornton e Pharrell Williams, gravada pela banda N.E.R.D.
É o single de estreia do álbum de estreia lançado a 12 de Março de 2002, In Search Of....

## Paradas
| Parada (2001-2002)                           | Posições |
| -------------------------------------------- | -------- |
| Países Baixos - Acharts.us                   | 56       |
| Reino Unido - UK Singles Chart               | 20       |
| Estados Unidos - Billboard R&B/Hip-Hop Songs | 85       |
| Estados Unidos - Billboard Rap Songs         | 29       |
| Suécia - Sverigetopplistan                   | 47       |